# Gruson
Gruson é uma comuna francesa na região administrativa de Altos da França, no departamento do Norte. Estende-se por uma área de 3.13 km². Em 2010 a comuna tinha 1 324 habitantes (densidade: 423 hab./km²).